# Падурени (Извору Берхечулуј)
Падурени (рум. Pădureni) насеље је у Румунији у округу Бакау у општини Извору Берхечулуј. Oпштина се налази на надморској висини од 257 m.

## Становништво
Према подацима из 2011. године у насељу је живело 264 становника.